# Gila boraxobius
Gila boraxobius är en fiskart som beskrevs av Williams och Bond, 1980. Gila boraxobius ingår i släktet Gila och familjen karpfiskar. Inga underarter finns listade i Catalogue of Life.